# Expo Line
De Expo Line is de oudste van de drie metrolijnen van SkyTrain Vancouver in de Canadese stad Vancouver. De lijn is eigendom van TransLink en wordt ook door dat bedrijf geëxploiteerd.

## Geschiedenis
De lijn werd opgeleverd in 1985 en werd met name gebouwd voor de wereldtentoonstelling Expo 86. De Expo Line zorgde ervoor dat men gemakkelijk tussen Canada Place (het Canadese paviljoen) en de rest van de Expo (rond het BC Place Stadium) kon reizen. Het traject liep destijds tussen Waterfront Station en New Westminster Station. In 1989 werd het traject met één halte verlengd naar Columbia Station, om in 1994 nog een keer verlengd te worden naar het huidige eindstation King George Station.

## Traject
De Expo Line verbindt het centrum van Vancouver in 40 minuten met Surrey. De lijn begint in het centrum bij het Waterfront Station, waar men kan overstappen op de Canada Line, de SeaBus (naar Noord-Vancouver) of de West Coast Express. De Expo Line loopt tot aan Columbia Station in New Westminster parallel aan de later gebouwde Millennium Line. De eindhalte is King George Station in Surrey.
Expo Line (1985) · Millennium Line (2002) · Canada Line (2009) · Evergreen Line (gepland:2014)